# Matigingsbeweging

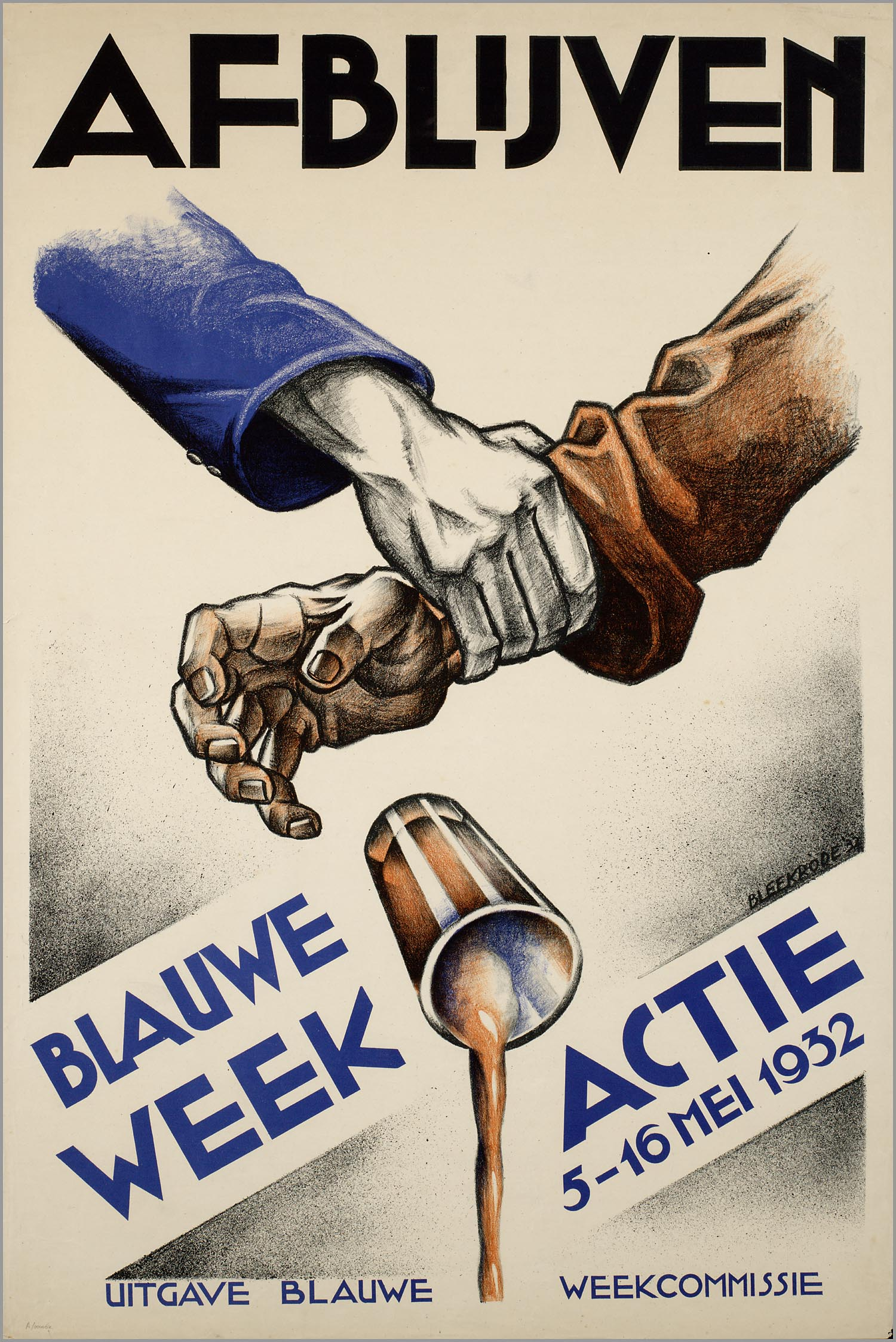
Poster van de Nederlandse matigingsbeweging (1932).

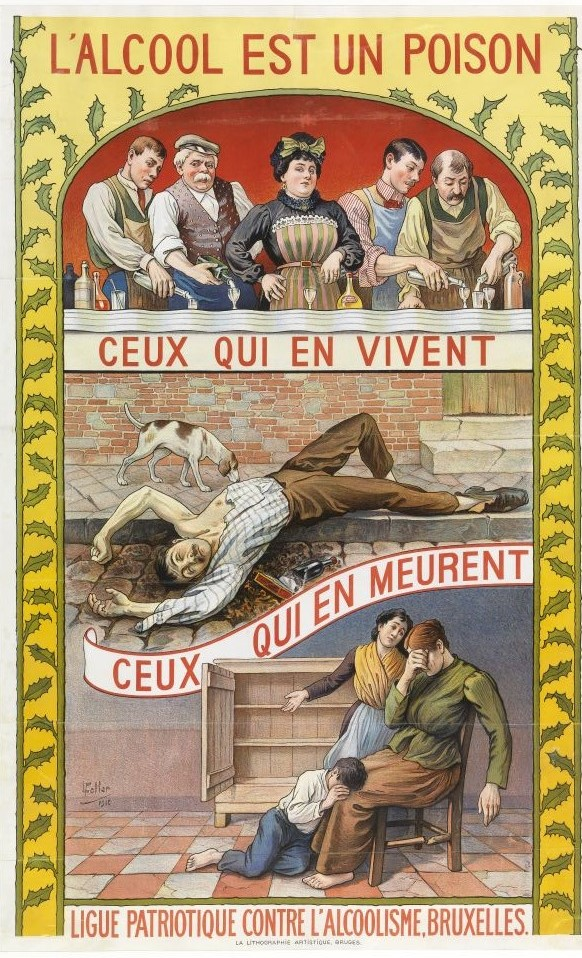
Affiche 'L'Alcool est un Poison', 1910, collectie in Jenevermuseum Hasselt

De matigingsbeweging (Engels: temperance movement) of anti-alcoholbeweging is een sociale beweging tegen de (overmatige) consumptie van alcoholische dranken. De beweging bekritiseert dronkenschap en benadrukt de negatieve gevolgen van alcoholconsumptie. Aanvankelijk vertrok men hierbij van morele argumenten. Tegenwoordig ligt de nadruk haast volledig op de gezondheidseffecten van drinken. De matigingsbeweging kent ook een strekking die geheelonthouding promoot. Leden van een zogenaamde matigingsbond leggen vaak een verklaring af dat ze matiging of geheelonthouding zullen beoefenen.
De beweging ontstond in de 19e eeuw als antwoord op toenemend drinken en het alcoholisme. Religieus, wetenschappelijk en progressief discours vermengde zich daarbij. Matiging was bijzonder invloedrijk in de Verenigde Staten en in Scandinavische landen. In Nederland en België kende de beweging een redelijk succes aan het begin van de 20e eeuw. Na de Tweede Wereldoorlog verzwakte de beweging. Vandaag organiseert ze zich eerder in drukkingsgroepen dan als een ledenbeweging.
Matigingsorganisaties zetten in op sensibilisering. Ze pleiten ook voor wettelijke beperkingen op de beschikbaarheid van alcohol, zoals leeftijdsgrenzen en accijnzen. Hierin verschillen ze niet sterk van officiële expertisecentra. Historisch streefde een significant deel van de beweging naar drooglegging. In dat geval spreken we van prohibitionisme.

## Ontstaanscontext
Vóór 1800 zag men overmatig drinken niet als een maatschappelijk probleem. Drankgebruik was een zaak die slechts de dronkaard en zijn of haar familie aanging. Dit veranderde in de loop van de 19e eeuw naarmate de alcoholconsumptie toenam. Industrialisatie maakte de productie van drank goedkoper. Daarnaast zorgden stijgende lonen voor een hoger besteedbaar inkomen. Alcohol werd dus voor nagenoeg iedereen beschikbaar, met een toenemend gebruik tot gevolg. In Nederland steeg tussen 1850 en 1880 de gemiddelde consumptie van zuivere alcohol per hoofd van 4,5 naar 7 liter per jaar.
Er was eveneens een wildgroei aan drinkgelegenheden. In België steeg het aantal herbergen van 1 per 100 inwoners in 1838 naar 3 per 100 in 1889. Vanaf de jaren 1840 werd het drankverbruik dan ook ervaren als een groeiend probleem. Verschillende economische crises, zoals in 1847, versterkten die perceptie.
Verzet tegen het (overmatig) gebruik vertrok oorspronkelijk uit morele bezwaren. In de Verenigde Staten, waar de beweging ontstond, was er een sterke band met het protestantisme. Religieuze waarden als soberheid werden ingeroepen om mensen van het drinken af te houden. Wanneer matiging naar Europa overwaaide, namen religieuze gemeenschappen ook daar een leidende rol op zich. Veel van de Belgische matigingsbonden ontstonden binnen de katholieke zuil. In Nederland namen zowel de katholieke als calvinistische kerken deel in het anti-alcoholoffensief.
Matiging ontwikkelde zich, net als de 'alcoholplaag', tegen een achtergrond van verdere verstedelijking en een groeiend proletariaat. De opkomende beweging problematiseerde ook die context. Ze focuste vooral op het publiek drinkgedrag van mannelijke arbeiders. Alcoholgebruik in hogere sociale kringen, met een meer privaat karakter, ontzag men vaak. Matiging werd zo een manier voor de burgerij om zich te onderscheiden. De beweging paste dus in de hang naar sociale hygiëne, waarbij de burgerij haar idealen en levensstijl voorschreef aan de werkende klasse. De relatie van matiging met klasse gaf de beweging een sociaal-conservatieve dimensie.
Tegen het einde van de 19e eeuw was er ook een wisselwerking met progressieve ideologieën. Delen van de socialistische beweging en feministen zagen de strijd tegen alcohol als een middel tot emancipatie. Hun politieke werk versterkte de matigingsbeweging. Ze recycleerden echter bestaand vertoog en bleven dus paternalistisch.
Toenemend wetenschappelijk inzicht over de gezondheidseffecten van alcohol hielp eveneens in de verspreiding van het matigingsidee. Dokters in het bijzonder leverden een belangrijke bijdrage. Zij maakten van matiging een medisch advies en zorgden voor de opkomst van volksgezondheid als een nieuw domein. De medicalisatie van alcoholisme en rationele onderbouwing van alcoholbeleid waren een uiting van een bredere tendens naar beleid gebaseerd op expertise.